# Bohdan Urbankowski
Bohdan Jerzy Urbankowski, ps. Obserwator, Czejmnic, Wrzesiński (ur. 19 maja 1943 w Warszawie, zm. 15 czerwca 2023 tamże) – polski poeta, eseista, dramaturg i filozof.

## Życiorys
W 1945 trafił do Bytomia. W Bytomiu rozpoczęła się jego twórczość literacka – już jako uczeń I Liceum Ogólnokształcącego im. Jana Smolenia zorganizował działający w tej szkole Klub Artystów Anarchistów. Po maturze powrócił do Warszawy. Studia polonistyczne i filozoficzne ukończył na Uniwersytecie Warszawskim jako doktor nauk humanistycznych. Jego rozprawa doktorska „Dostojewski – dramat humanizmów” została wydana dwukrotnie w 1978 i 1994.
Był twórcą i teoretykiem ruchu Nowego Romantyzmu. Po rozbiciu przez władze w 1978 roku Konfederacji Nowego Romantyzmu związał się z nurtem niepodległościowym opozycji, był współredaktorem wielu pism i wydawnictw podziemnych. Stypendysta Instytutu im. Piłsudskiego w Nowym Jorku i Editions Dembinski w Paryżu.
Po wprowadzeniu stanu wojennego jako działacz „Solidarności” został usunięty z pracy w warszawskim Polskim Radio. Po paromiesięcznym bezrobociu znalazł pracę jako kierownik literacki Teatru im. Szaniawskiego w Płocku, w 1984 dostał pracę w Warszawie, jako zastępca red. nacz. miesięcznika „Poezja”, wrócił także do działalności w Związku Literatów Polskich. W 1986 na żądanie POP PZPR przy ZLP (choć nie był członkiem partii) został wyrzucony z „Poezji” za druk fragmentów „Czerwonej mszy”. W latach 1986–1988 współpracował z miesięcznikiem „Wiara i odpowiedzialność”, w którym drukował jako „Obserwator”, jako „Czejmnic” (np. cykl poświęcony Piłsudskiemu) i jako Wrzesiński (m.in. cykl Żydzi a Powstanie Styczniowe), a jako Urbankowski – wiersze. Miesięcznik formalnie związany był z Caritasem, nieformalnie pracami kierował Maciej Łukasiewicz, działali m.in. Stanisław Więckowski, Paweł Smoleński i inni dziennikarze II obiegu. Po półtora roku został rozwiązany. Urbankowski publikował w berlińskim „Poglądzie”, łódzkim „Przedświcie”, „Tu Teraz” (podziemne pismo nauczycieli), piśmie „Słowo podziemne”, a przede wszystkim w wydawnictwach KPN. Redagował pisemka „Przyszłość Polski” i „Konfederata”.
Był doradcą ds. kultury i wychowania w Ministerstwie Obrony Narodowej w rządzie premiera Jana Olszewskiego. W 1993 kandydował do Senatu z listy Konfederacji Polski Niepodległej. W wyborach samorządowych w kolejnym roku ubiegał się o mandat radnego gminy Warszawa-Ursynów jako kandydat KPN z listy komitetu Prawica Razem. Od 16 stycznia 2010 był przewodniczącym Rady Programowej Związku Piłsudczyków, a także prezesem odnowionego Oddziału Związku Literatów Polskich w Warszawie.
Jest autorem ponad 50 książek – dramatów, esejów i zbiorów poezji. wśród nich znajdują się prace filozoficzne („Myśl romantyczna”, „Absurd – ironia – czyn”,” Kierunki poszukiwań”), zbiory sztuk teatralnych i radiowych („Dramaty płockie”, „Sny o ojczyźnie”), wiersze („W cieniu”, „Głosy”, „Dojrzewanie”,” Chłopiec, który odchodzi”, „Erotyk dla następcy”) i monografie: Adama Mickiewicza, Fiodora Dostojewskiego, Józefa Piłsudskiego, Karola Wojtyły i Zbigniewa Herberta. Jego szkice „The Romantic Teatre; its bounds and the overstepping of bounds” oraz „The unknown Witkacy” zostały nagrodzone na międzynarodowych konkursach. O wartości polskiej filozofii przypominały także takie eseje Urbankowskiego: „In response to the challenge of the age. (Brzozowski)”, „On the philosophy of Juliusz Słowacki”, „Dialectics of psychology and sociology in the social thought of Edward Abramowski”, „The world as a work of art: on the philosophy of Karol Libelt, 1807–1875”. Autor Czerwonej mszy albo uśmiechu Stalina (wyd. drugie i trzecie jako Czerwona msza, czyli uśmiech Stalina), w której przedstawia życiorysy twórców kultury w okresie powojennym.
Od 2017 r. Urbankowski był stałym publicystą krakowskiego miesięcznika "Wpis". Był kierownikiem działu kultury "Gazety Polskiej".
Pochowany na cmentarzu Północnym w Warszawie.

## Nagrody i odznaczenia
W 1972 otrzymał nagrodę im. J. Czechowicza (za zbiór poezji pt. „Głosy”), a w 1993 także Nagrodę im. J. Słowackiego (za wydane powtórnie nakładem własnym „Głosy”) oraz Laur Posła Prawdy i tytuł Księcia Poetów (za trzecie wydanie „Erotyku do następcy” i czwarte wydanie „Głosów”) w 1993.  W 1984 otrzymał Nagrodę indywidualną RSW „Prasa-Książka-Ruch” (1984).
W 2001 otrzymał Medal Solidarności „Zasłużony w Walce o Niepodległość Polski i Praw Człowieka” oraz odznakę „Zasłużony Działacz Kultury” za pracę w podziemnym ruchu wydawniczym (1982–1989), a w rok później za patriotyczny charakter twórczości Medal Polonia Mater Nostra Est. 
W tym samym 2002 r. został odznaczony Złotym Krzyżem Zasługi za zasługi w twórczości literackiej i osiągnięcia w działalności społecznej. 
W 2004 roku otrzymał Nagrodę im. Witolda Hulewicza za cykl wierszy poświęcony Słowakom Wyspa Pieszczany i opowieść biograficzną o Janie Pawle II pt. Trzema drogami nadziei, w roku następnym Nagrodę za dzieło poetyckie Głosy.
30 stycznia 2014 r. Stowarzyszenie Dziennikarzy Polskich przyznało mu nagrodę specjalną „Laur SDP” za rok 2013. Za swoją publikację "Józef Piłsudski: Do Polaków! Myśli, mowy i rozkazy" (wyd. Biały Kruk) Urbankowski w 2017 r. został wyróżniony nagrodą Książki Miesiąca przez Magazyn Literacki "Książki".
W 2014 r. prezydent Bronisław Komorowski odznaczył go Krzyżem Wolności i Solidarności. W 2016 r. prezydent Andrzej Duda odznaczył go Krzyżem Oficerskim Orderu Odrodzenia Polski. W 2017 r. otrzymał od ministra kultury i dziedzictwa narodowego Piotra Glińskiego srebrny Medal „Zasłużony Kulturze Gloria Artis”, a w 2018 r. także Doroczną Nagrodę MKiDN im. Tomasza Merty Między literaturą a historią.
W 2023, pośmiertnie, uhonorowany Krzyżem Komandorskim z Gwiazdą Orderu Odrodzenia Polski.

## Publikacje (wybór)
- Absurd – Ironia – czyn, KAW, 1981.
- Czerwona msza czyli uśmiech Stalina, Wydawnictwo Alfa, 1995, i Wydawnictwo Bollinari Publishing House w 2014[21].
- Józef Piłsudski. Marzyciel i strateg, Zysk i S-ka, 2014[22]
- Adam Mickiewicz. Tajemnice wiary, miłości i śmierci, Zysk i S-ka, 2016.
- Krew nie wysycha nigdy, Zysk i S-ka, 2017.
- Józef Piłsudski. Do Polaków! Myśli, mowy i rozkazy, Wydawnictwo Biały Kruk, 2017.
- Gniazdo Polskie. Wspólna pamięć narodu, Wydawnictwo Biały Kruk, 2020.
- Bohaterowie i zdrajcy. Wspólna pamięć narodu, Wydawnictwo Biały Kruk, 2021.
- Romantyzm polski, Wydawnictwo Biały Kruk, 2022.